# Larvenatelier Tschudin
Das Larvenatelier Tschudin in Basel stellte u. a. für die Basler Fasnacht Künstlerlarven, Kostüme und Laternen her. Die umfangreiche Larvensammlung mit vielen Originalentwürfen aus sechzig Jahren Basler Künstlerlarven, beherbergt das Ortsmuseum Binningen und ist Teil des UNESCO-Kulturerbes «Basler Fasnacht».

## Firmen- und Familiengeschichte
Adolf Tschudin (1896–1945) war Kaufmann und gründete 1918 am Schafmattweg in Binningen einen kleinen Fabrikationsbetrieb für Spielwaren und Festartikel. Zudem verkaufte er importierte, vorfabrizierte Kinderfasnachtsmasken.
In den Krisenjahren nach dem Ersten Weltkrieg war Tschudin auf der Suche nach weiteren Geschäftsmöglichkeiten. Inspiriert von seinen Binninger Freunden Otto Abt und dem Bühnenbildner Paul Rudin (1880–1942) begann er mit der Produktion von «Larven» (Masken). Rudin führte ihn in Technik der Kaschierungen von Larven ein. Beide gehören zu den Pionieren der Basler Künstlerlarven.
1923 verlegte Tschudin seinen Betrieb in die Stadt Basel an die Streitgasse 11. Er erweiterte mit der Zeit das Sortiment um die Produktion von Fahnen und weiteren Larven. 1930 zog die Firma an die Pfluggasse 1 und erweiterte wiederum ihr Larven- und Fahnenangebot. 1937 erfolgte ein erneuter Umzug an die Sternengasse 15. Da die Fahnenproduktion durch Grossaufträge und die Larvenproduktion florierten, reduzierte Tschudin das Spielwarenangebot. 1945 fand in der Kunsthalle Basel eine Fasnachtsausstellung statt.
Adolf Tschudin verstarb am 12. November 1945. Er war ab 1920 mit Alice, geborene Lüber, verheiratet. Zusammen hatten sie die Kinder Ruth, Liselotte und Samuel.

## Nachfolge
Der damals 20-jährige Samuel Tschudin und die vier Jahre ältere Tochter Ruth Tschudin, auch «Fähnli» genannt (1921–2017), übernahmen nach dem Tod ihres Vaters die Firma. Samuel, der zuvor seine kaufmännische Lehre beendet hatte, wurde intensiv von Willy Hege in die handwerklichen und künstlerischen Fertigkeiten der Larvenherstellung eingearbeitet.
Ruth war ab 1946 mit dem Fotografen Reinhold Eidenbenz verheiratet. Er war der Bruder von Hermann Eidenbenz und Willy Eidenbenz (1909–1998). Die Brüder führten das Atelier Eidenbenz für Fotografie und Grafik in Basel.
Ruth Eidenbenz-Tschudin gründete 1938 die erste Basler Frauenclique und sorgte im Larvenatelier dafür, dass auch weiterhin viele namhafte Künstler für die Larvenentwürfe gewonnen werden konnten. Sie erhielt im November 2000 für ihr grosses Engagement den Kulturpreis der Bürgergemeinde Binningen. Ruth Eidenbenz-Tschudin schenkte die umfangreiche Larvensammlung mit vielen Originalentwürfen aus 60 Jahren Basler Künstlerlarven dem Ortsmuseum Binningen. Diese können im Museum zusammen mit der ausgestellten Larvenwerkstatt im «Larvenhimmel» besichtigt werden.
1946 erfolgte die Eröffnung eines Detailgeschäftes am Gerbergässlein 12. 1947 zog das Geschäft an den Marktplatz und 1950 an den Münsterberg 1. Samuel Tschudin heiratete 1948 Claire, geborene Baumeister (* 1925). Ab 1949 übernahm er die Larvenherstellung im Betrieb und eröffnete 1960 sein eigenes Geschäft an der Thannerstrasse 57. Seine Ehefrau war gelernte Modistin. Sie brachte neue Ideen und Fertigkeiten in das Larvenatelier und war zeitlebens Tschudins rechte Hand.
Da kein Nachfolger für den Betrieb aus der Familie zur Verfügung stand, wurden das Larvenatelier und die Fahnenfabrik nach 60 Betriebsjahren 1984 verkauft.

## Basler Künstlerlarven
Um die Tradition von handgemachten Larven zu fördern, schrieb 1925 der Kunstkredit Basel-Stadt auf Veranlassung von Métraux & Cie. einen Wettbewerb für künstlerische Larvenentwürfe aus. 1927 führte Tschudin die Technik der Kaschierungen ein. Zur ersten «Larvengeneration» gehörte auch Carl Gutknecht und Max Sulzbachner. Dieser war in den 1930er-Jahren mit Adolf Tschudin und den Gebrüdern Eidenbenz gut befreundet. Bevorzugt malte Sulzbachner Fasnachtslaternen; daneben entwarf er Larvenmodelle.
Viele Basler Kunstschaffende arbeiteten aus Liebe zur Basler Fasnacht und um in kargen Zeiten ihr Auskommen zu sichern für «Larven-Tschudi». Darunter waren zahlreiche Künstler aus der Gruppe 33 wie Louis Léon Weber, Adolf Weisskopf, Haiggi Müller, Otto Abt, Irène Zurkinden, Lotti Krauss, Alex Maier, Thomas Keller und Max Wilke. In den Wintermonaten waren jeweils ca. 40 Personen im Atelier beschäftigt, die Hand in Hand in den Atelierräumen tätig waren. Insgesamt waren rund 80 Künstler beteiligt und über 1000 Larvenmodelle standen im Atelier zur Verfügung. Deren Hauptaufträge stammten von den zahlreichen Fasnachtscliquen. Zudem war es die Zeit der grossen Maskenbälle und viele Kunden aus dem Basler Daig besuchten das Larvenatelier. Bereits nach 10 Jahren hatten sich die selbst kaschierten Larven in Basel durchgesetzt und die importierten Larven verdrängt.

## Für das Larvenatelier Tschudin zwischen 1925 und 1984 Tätige (Auswahl)
- 1925–1938: Otto Abt, ein grosser Verfechter der enganliegenden «20-Rappen-Lärvli»
- 1928–1938: Irène Zurkinden, inspiriert von der Kunstszene in Paris, bevorzugte die zierlichen Maskenball-Larven
- 1932–1939: Lotti Krauss
- 1946–1956: Willy Hege (mit Unterbrüchen)
- 1946–1949: Lotti Krauss, wechselte 1950 in das Atelier Gysin.
- 1946–1960: Alex Maier
- 1947–1955: Ernst Streit
- 1950–1955: Peter Moilliet
- 1952–1977 Charlotte Buri (1929–2004), Larvenmalerin- und Gestalterin (mit Unterbrüchen). 1981 gründete sie ihr eigens Larvenatelier mit dazugehöriger Galerie «Zem zwaite Gsicht»
- 1954–1976: Faustina Iselin
- 1955–1977: Ruedi Schmid
- 1956–1967: Thomas Keller, von 1956 bis 1958 Atelierchef und Larvenbauer
- 1960–1983: Yvonne Binz (1931–2012), Malerin und Grafikerin, erste Ehefrau von Johann Anton Rebholz
- 1963–1984: Pierre Saltzmann (1923–1999), Dekorateur
- 1971–1984: Yvonne Afflerbach (1918–2009), Schwägerin von Beatrice Afflerbach
- 1977–1984: René Fendt, Gido Wiederkehr, Niklaus Erdmann (* 1951; bildender Künstler und Lehrer an der Allgemeinen Gewerbeschule Basel) und Brigitte Wieser (1951–2021) Malerin, Modell von Irène Zurkinden, auf deren Empfehlung sie in das Atelier kam.
- 1979–1984: Claudio Magoni (* 1951), Bildhauer und Goldschmied